# Farouk Hosny

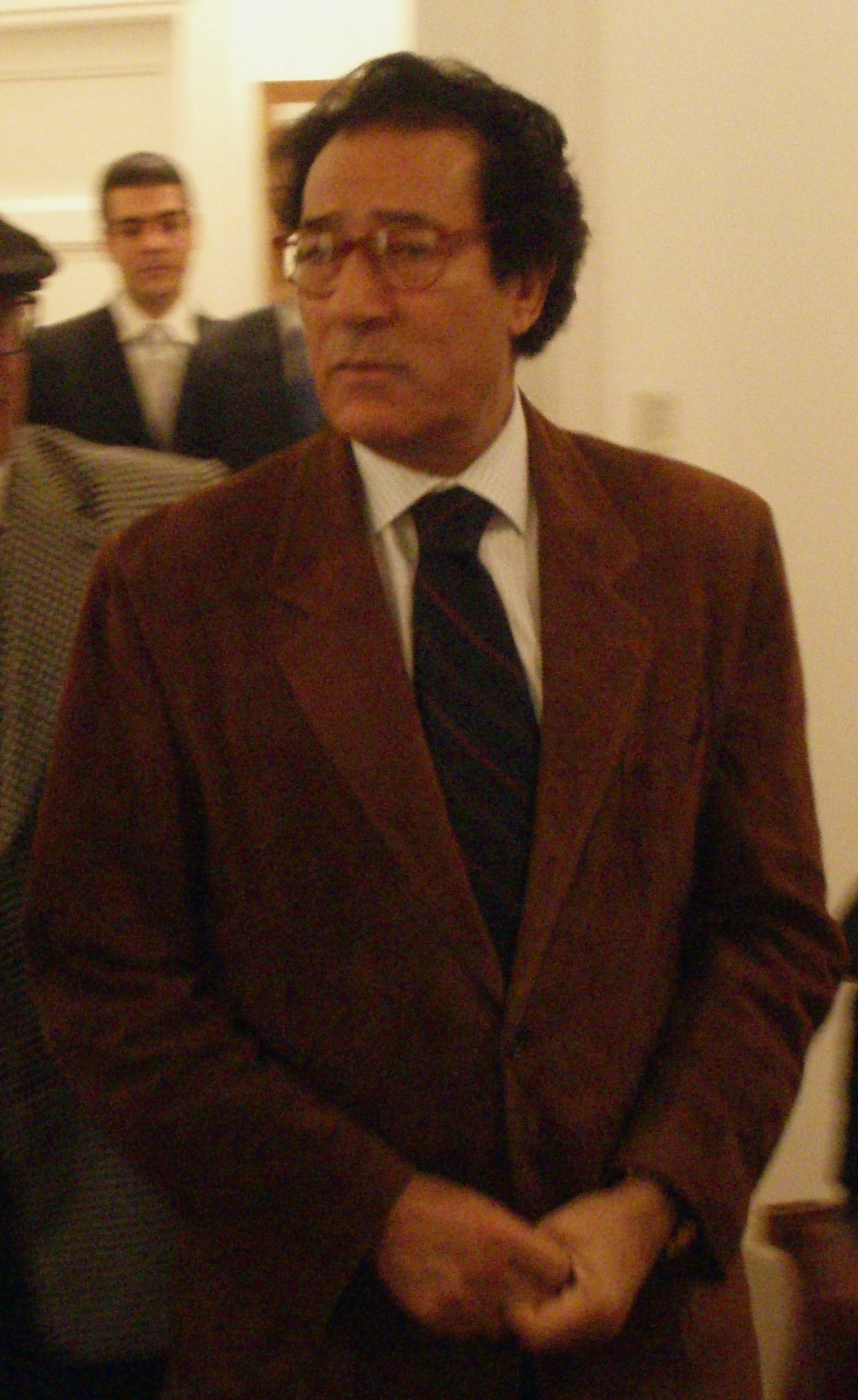
Farouk Hosny

Farouk Abd-El-Aziz Hosny (Langfassung seines Namens; arabisch فاروق حسني, DMG Fārūq Ḥusnī, deutsch auch Faruk Hosni, Faruk Husni; * 1938 in Alexandria, Ägypten) ist ein ägyptischer Maler und war von 1987 bis 2011 Kulturminister seines Landes.

## Politik
Hosny wurde 1987 zum Kulturminister ernannt. Zuvor war er Direktor der Ägyptischen Akademie in Rom. Er blieb Kulturminister bis zum März 2011. Im Zuge der Revolution in Ägypten 2011 wurde er von der Übergangsregierung abberufen und Emad Abu Ghazi, Professor an der Universität Kairo, zu seinem Nachfolger ernannt.
In Fragen traditioneller Auslegung des Islam – etwa in der Kopftuchfrage – gehört Farouk Hosny zu den liberalen Kräften seines Landes, was ihm die Anfeindung konservativer und islamistischer Kreise wie etwa der Muslimbrüder eintrug.

## Kandidatur als UNESCO-Generaldirektor
Die arabischen Staaten einigten sich Anfang 2009 auf Farouk Hosny als ihren Kandidaten für das Amt des UNESCO-Generaldirektors. Nach Bekanntgabe der Kandidatur Hosnys am 1. März 2009 veröffentlichten Bernard-Henri Lévy, Claude Lanzmann und Elie Wiesel eine Erklärung in der Zeitung Le Monde, in der sie sich gegen Farouk Hosny als neuen UNESCO-Generaldirektor aussprachen. Hintergrund der Erklärung sind antisemitische und anti-israelische Aussagen, die Hosny zugeschrieben werden:
- „Israel hat nie einen Beitrag zur Zivilisation geleistet, in keiner Epoche; es hat sich nur die Güter anderer angeeignet.“[2]
- „Die israelische Kultur ist eine unmenschliche Kultur, eine aggressive, rassistische, überhebliche Kultur, die auf einem ganz einfachen Prinzip beruht: zu stehlen, was ihr nicht gehört, um es anschließend als etwas Eigenes auszugeben.“
- „Bring mir diese Bücher, und wenn es sie gibt, werde ich sie vor deinen Augen verbrennen.“ Hosny will die Aussage "in Rage"[3] gegenüber einem ägyptischen Parlamentarier geäußert haben, der sich über angebliche anti-arabische israelische Bücher in der Bibliothek Alexandrias besorgt geäußert habe.[1]

Teilweise wird die Authentizität seiner Äußerungen angezweifelt.
Nach der Erklärung Lévys, Lanzmanns und Wiesels schickte Hosny der Le Monde eine Erklärung mit den Worten: „Nichts liegt mir ferner als der Rassismus, die Negierung anderer oder der Wunsch, sich verletzend über die jüdische Kultur oder eine andere Kultur zu äußern.“
Zum ersten Zitat erklärte Farouk Hosny: „Man kann diese Worte nur in ihrem Zusammenhang sehen um ihre Bedeutung zu verstehen. Ich sagte das in Reaktion auf jemanden, der ohne irgendeinen wissenschaftlichen Beweis dafür behauptet, dass die Juden die größte Pyramide gebaut haben. Es gibt kein Bauwerk und keine Beweise, daß sie irgendwo ein ähnliches Gebäude gebaut haben.“
Israel zog seine Einwände gegen die Ernennung Hosnys am 27. Mai 2009 zurück. Zur neuen Generaldirektorin der UNESCO wurde letztlich die Bulgarin Irina Bokowa gewählt.